# Józef Pelc
Józef Pelc (ur. 1954 w Kosinie) – polski naukowiec, doktor habilitowany nauk technicznych, inżynier, specjalista w zakresie mechaniki opon pneumatycznych. Profesor Uniwersytetu Warmińsko-Mazurskiego w Olsztynie.

## Życiorys
Jest absolwentem I LO im. H. Sienkiewicza w Łańcucie (1973 r.). Studiował budownictwo na Wydziale Inżynierii Lądowej Politechniki Warszawskiej, kierunek: konstrukcje budowlane i inżynierskie, specjalność: teoria konstrukcji. 22 marca 1978 r. uzyskał tytuł magistra inżyniera w zakresie budownictwa na podstawie pracy pt. Analiza dynamiczna belki mostowej metodą elementów czasoprzestrzennych. Po wymaganym stażu zawodowym, który odbył w Przedsiębiorstwie Budownictwa Komunalnego w Pułtusku (czerwiec–wrzesień 1978) rozpoczął 3-letnie stacjonarne studia doktoranckie na Wydziale Inżynierii Lądowej Politechniki Warszawskiej, które zostały przedłużone o jeden rok. W tym czasie w szkole naukowej Profesora Zbigniewa Kączkowskiego badał możliwość wydłużenia kroku całkowania różniczkowych równań ruchu w opracowanej przez Profesora metodzie elementów czasoprzestrzennych. Wyniki swoich badań przedstawił w pracy doktorskiej nt. Serendipowskie funkcje kształtu w metodzie elementów czasoprzestrzennych (Warszawa 1983, promotor: prof. Z. Kączkowski), którą obronił w 1985 r. i zdobył stopień doktora nauk technicznych. Wyniki jego dociekań z tego zakresu zostały przytoczony w dziele Komputerowe metody mechaniki ciał stałych w XI tomie serii Mechanika Techniczna wydanym pod redakcją prof. M. Kleibera. 
W 1982 r. został zatrudniony w Katedrze Mechaniki i Podstaw Konstrukcji Maszyn (KMiPKM) Wydziału Mechanicznego Akademii Rolniczo-Technicznej w Olsztynie (ART), od razu na stanowisku starszego asystenta, gdyż staż dydaktyczny odbył podczas studiów doktoranckich. 
Przebieg pracy zawodowej:
- VI–IX 1978                 stażysta, Przedsiębiorstwo Budownictwa Komunalnego w Pułtusku
- 1982–1986                  starszy asystent, (KMiPKM), Wydział Mechaniczny, ART
- 1986–1999                  adiunkt, KMiPKM, Wydział Mechaniczny, ART
- 1999–2009                  adiunkt, KMiPKM, Wydział Nauk Technicznych (WNT), Uniwersytet Warmińsko-Mazurski w Olsztynie (UWM)
- 2009–2023                  profesor uczelni, KMiPKM, Wydział Nauk Technicznych, UWM

W czasie od 16 czerwca do 15 sierpnia 1986 r. odbywał staż zawodowy w Olsztyńskich Zakładach Opon Samochodowych STOMIL (OZOS) w Dziale Głównego Konstruktora, podczas którego metodami numerycznymi rozwiązał i zautomatyzował wyznaczanie zarysu napompowanej opony, tj. kluczowego zadania procesu projektowania każdej opony pneumatycznej. W 1990 r. przyjął propozycję dodatkowej pracy w OZOS. 
Dodatkowe zatrudnienie:
- 1990–1994                  specjalista konstruktor, Dział Głównego Konstruktora, OZOS (od 01.02.1992 r. STOMIL–OLSZTYN S.A.)
- 1994–1998                  specjalista d.s. FEM, Dział Komputerowego Wspomagania Projektowania, STOMIL–OLSZTYN S.A. (ang. FEM – Finite Element Method – metoda elementów skończonych)

Podczas pracy w Dziale Głównego Konstruktora opracował algorytmy i wytworzył kody całego pakietu programów wspomagających proces konstruowania opon. Dzięki temu konstruktorzy tej firmy całkowicie przeszli od żmudnego odczytywania z atlasu nomogramów zarysów opon i od desek kreślarskich do wirtualnej przestrzeni projektowej.
Potrzeba przyspieszenia symulacyjnych badań opon spowodowała, że w 1994 r. komórka badawczo-rozwojowa Firmy, do której przeszedł, została wyposażenia w komercyjny program metody elementów skończonych MARC firmy Marc Analysis Research Corporation i superkomputer POWER CHALLENGE L firmy Silicon Graphics. Była to pierwsza taka instalacja w polskim przemyśle. Algorytmy jego autorskiego programu metody elementów skończonych, działającego na komputerze osobistym (PC), stanowiły podstawę budowy zaawansowanych modeli obliczeniowych opon, w tym modelu 3-wymiarowego. Opracowane na tej podstawie oprogramowanie umożliwiło zespołowi Działu Komputerowego Wspomagania Projektowania uruchomienie w firmie STOMIL-OLSZTYN S.A. swoistej wirtualnej stacji badania opon. Brał udział w tych badaniach, które realizowano w fazie projektu, jeszcze przed wykonaniem formy wulkanizacyjnej, czyli na etapie niskich kosztów.
W 2007 r. w Wydawnictwie UWM w Olsztynie opublikował rozprawę habilitacyjną nt. Modelowanie skończonych deformacji opon pneumatycznych. Streszczenie pracy habilitacyjnej i nazwiska recenzentów są dostępne w portalu Ludzie Nauki. Do kolokwium habilitacyjnego przystąpił w 2009 r. przed Radą Wydziału Budowy Maszyn i Zarządzania Politechniki Poznańskiej. Po przyjęciu kolokwium Rada nadała mu stopień naukowy doktora habilitowanego nauk technicznych w dyscyplinie naukowej mechanika. 

## Działalność naukowo-badawcza
Główny obszar jego działalności dotyczy metod komputerowych mechaniki, wytrzymałości materiałów i konstrukcji, drgań mechanicznych oraz mechaniki opon pneumatycznych. Prowadził badania nad stabilnością i zbieżnością metody elementów czasoprzestrzennych. Zajmował się zaawansowanymi aplikacjami metody elementów skończonych, nieliniową mechanika ciała odkształcalnego, modelowaniem deformacji i analizą stanu naprężenia w elementach opon pneumatycznych, analizą konstrukcji cienkościennych, oceną bezpieczeństwa kratownicowych wież radiokomunikacyjnych i słupów linii elektroenergetycznych.
Ogólna liczba jego opracowań – 122, w tym: 1 monografia, 2 skrypty (współautor), 30 oryginalnych prac twórczych (w tym 4 współautorskie), 11 materiałów z konferencji i publikacji popularno-naukowych, 61 niepublikowanych opracowań dla przemysłu, 17 programów komputerowych. Jego publikacje można znaleźć w bazach: ResearchGate (streszczenia, dostęp do pełnych tekstów wybranych publikacji), Orcid, PBN (tylko najnowsze). Jest notowany w bazie Scopus.

## Nagrody i odznaczenia
- Srebrny Krzyż Zasługi (2010)[23]
- Medal Komisji Edukacji Narodowej (2017)[24]